# Simra cecidophila
Simra cecidophila är en stekelart som beskrevs av Donald L.J. Quicke 1993. Simra cecidophila ingår i släktet Simra och familjen bracksteklar. Inga underarter finns listade i Catalogue of Life.